# (4183) Куно
(4183) Куно (нем. Cuno) — околоземный астероид из группы аполлонов, который характеризуется крайне вытянутой орбитой, из-за чего, в процессе своего движения вокруг Солнца, он пересекает помимо земной орбиты ещё и орбиты двух соседних планет: Венеры и Марса. Астероид был открыт 5 июня 1959 года немецким астрономом К. Хофмейстером в обсерватории Блумфонтейна и назван в честь своего первооткрывателя.

Орбита астероида Куно и его положение в Солнечной системе

В 2000 году были проведены радарные исследования астероида, которые позволили оценить размер астероида, которые составляет от 4 до 9 км в диаметре, а также выявить на его поверхности крупный кратер поперечником 1-2 км. По составу этот объект близок к астероидам спектрального класса S, то есть поверхность богата железом и никелем, а также магниевыми силикатами, которые обеспечивает астероиду относительно высокое альбедо.
В XXI веке астероид будет сближаться с Землёй шесть раз в среднем до расстояния в 40 млн км, а самое тесное сближение произошло в 2012 году, когда расстояние между астероидом и Землёй составило 18 млн. Следующий раз астероид приблизится к нашей планете на такую малую дистанцию лишь в 2093 году.